# Toxorhina cornigera
Toxorhina cornigera är en tvåvingeart som först beskrevs av Paul Gustav Eduard Speiser 1908.
Toxorhina cornigera ingår i släktet Toxorhina och familjen småharkrankar. Inga underarter finns listade i Catalogue of Life.